# ザキルジョン・アルマトフ
ザキルジョン・アルマトフ（1949年 - ）は、ウズベキスタン共和国の政治家、警察官僚。民警大佐。元内務相。
ザキル・アルマトフともいう。

## 経歴
タシュケント市出身。
1967年、中学校を卒業し、「タシュアウトマシ」工場で組立工として働く。ソビエト軍に勤務。
1971年から内務機関。1976年、タシュケント国立大学法学部を卒業。タシュケンツキー地区執行委員会内務課長、タシュケント州執行委員会内務局副局長、内務省刑事捜索局長を歴任。1990年、タシュケント州執行委員会内務局長。
1991年9月16日、民警大佐で内務相に任命された。1998年6月からCIS内務相会議議長。2000年2月11日、オリー・マジリスにより内務相に再任され、2005年12月まで務めた。

## パーソナル
「ブユク・ヒズマトラリ・ウチュン」勲章を受章。